# Paule Renard
Pour les articles homonymes, voir Renard (homonymie).
Paule Renard (née le 8 octobre 1915 à Louvain et morte le 21 novembre 2006 à Anvers) est une assistante sociale belge qui a contribué au sauvetage de centaines d'enfants juifs au sein du Comité de défense des juifs.

## Biographie

### Jeunesse et études
Paule Renard est née à Louvain le 8 octobre 1915, la plus jeune des quatre enfants de Victor Renard (1879-1938) et Valérie Borreman (1885-1968). Elle grandit dans cette famille aisée francophone de Louvain et fréquente une école primaire catholique francophone. Son père est un négociant en grains qui fait faillite quelques années avant la guerre et meurt prématurément en 1938. Elle vit alors avec sa mère et une de ses sœurs chez son grand-père et commence ses études à l’École catholique de travail social à Bruxelles. Elle obtient son diplôme en 1941,. 

### Engagement pendant la guerre
Dès les premiers jours de la guerre, elle participe à un groupe d'aide aux réfugiés qui fuient l'avancée des troupes d'occupation. Elle est chargée du ravitaillement et doit faire preuve de débrouillardise pour trouver de la nourriture,.
Alors qu'elle cherche à échapper au Service de travail obligatoire, elle est recrutée via son école par Ida Sterno, qui se fait alors appeler Jeanne, comme travailleuse sociale pour le Comité de défense des juifs. Ce comité créé par Yvonne et Hertz Jospa, organise notamment le sauvetage des enfants juifs en les cachant dans des familles ou des écoles. Ida Sterno cherche à recruter plus particulièrement des personnes non juives qui peuvent se déplacer plus facilement. Paule Renard accepte de participer à ces activités de sauvetage et d'en assumer les risques. Comme les autres membres de ce réseau, elle ne communique pas son véritable nom et se fait appeler Solange,,.
Elle vit alors chez sa mère à qui elle fait croire qu'elle travaille pour l’Œuvre nationale de l'enfance.
Les trois travailleuses sociales Paule Renard, Claire Murdoch et Andrée Geulen sont chargées avec Ida Sterno d'escorter les enfants. Andrée Geulen et Paule Renard doivent aussi contacter les familles et les convaincre de la nécessité de confier leurs enfants à des inconnues dans l'espoir de les sauver,.
Paule Renard, racontant ses souvenirs à Suzanne Vromen, se souvient avoir emmené un bébé fille de sept jours, Roseline Lewine, née à Anderlecht. Après la guerre elle s'efforce de la retrouver et y parvient après de nombreuses années. Roseline Lewine viendra à Bruxelles assister à la cérémonie au cours de laquelle Paule Renard est nommée Juste parmi les nations.
Pour ses opérations de transfert des enfants, Paule Renard parcourt le pays en train, tram, ou à pied, parfois elle obtient une place dans un camion ou fait appel à un homme, Willy Marneffe, qui fait régulièrement la route vers Namur et qu'elle épouse après la guerre. 

### Après-guerre
Après la guerre, le Comité de défense des juifs devient l'Aide aux israélites victimes de guerre. Paule Renard reste encore en service jusqu'en avril 1945, il faut assurer le retour des enfants dans leur famille, quand c'est possible, ce qui entraîne de nouvelles séparations, souvent douloureuses.  Elle indique qu'on a ensuite demandé aux personnes non-juives de quitter l'organisation, ce qui la blesse. Elle travaille ensuite durant deux ans avec l'UNRRA en Allemagne pour aider les personnes déplacées,,.
Elle épouse Willy Marneffe (1902-1958) le 2 décembre 1947. Ils s'installent à Liège et ont deux enfants, Paul (1948-) et Martine (1952-). Paule Renard devient mère au foyer. À la mort de son mari, elle s'installe à Anvers et travaille dans une société de transports,.
Le 13 août 1993, elle épouse Louis Andriesse en secondes noces.
En 1995, Paule Renard participe à la Conférence internationale sur les enfants cachés organisée par L’Enfant caché belge
Paule Renard est toujours restée discrète sur ses activités durant la guerre et même ses enfants ne connaissent pas toute son histoire. Ce sont ses recherches pour retrouver le bébé Roseline qui ont attiré l'attention sur ses activités. 

## Reconnaissance
Paule Renard est reconnue Juste parmi les nations le 16 avril 1997,.
En mai 1998, dans le cadre du cinquantième anniversaire de la naissance d'Israël, trois justes belges, Paule Andriesse-Renard, Robert Maistriau, et l'abbé Julien Richard sont invités par le gouvernement de Jérusalem et de l'institut Yad Vashem. Lors d'une cérémonie d'hommage, le Premier israélien Benyamin Netanyahou les remercie publiquement.